# M/Y Eola

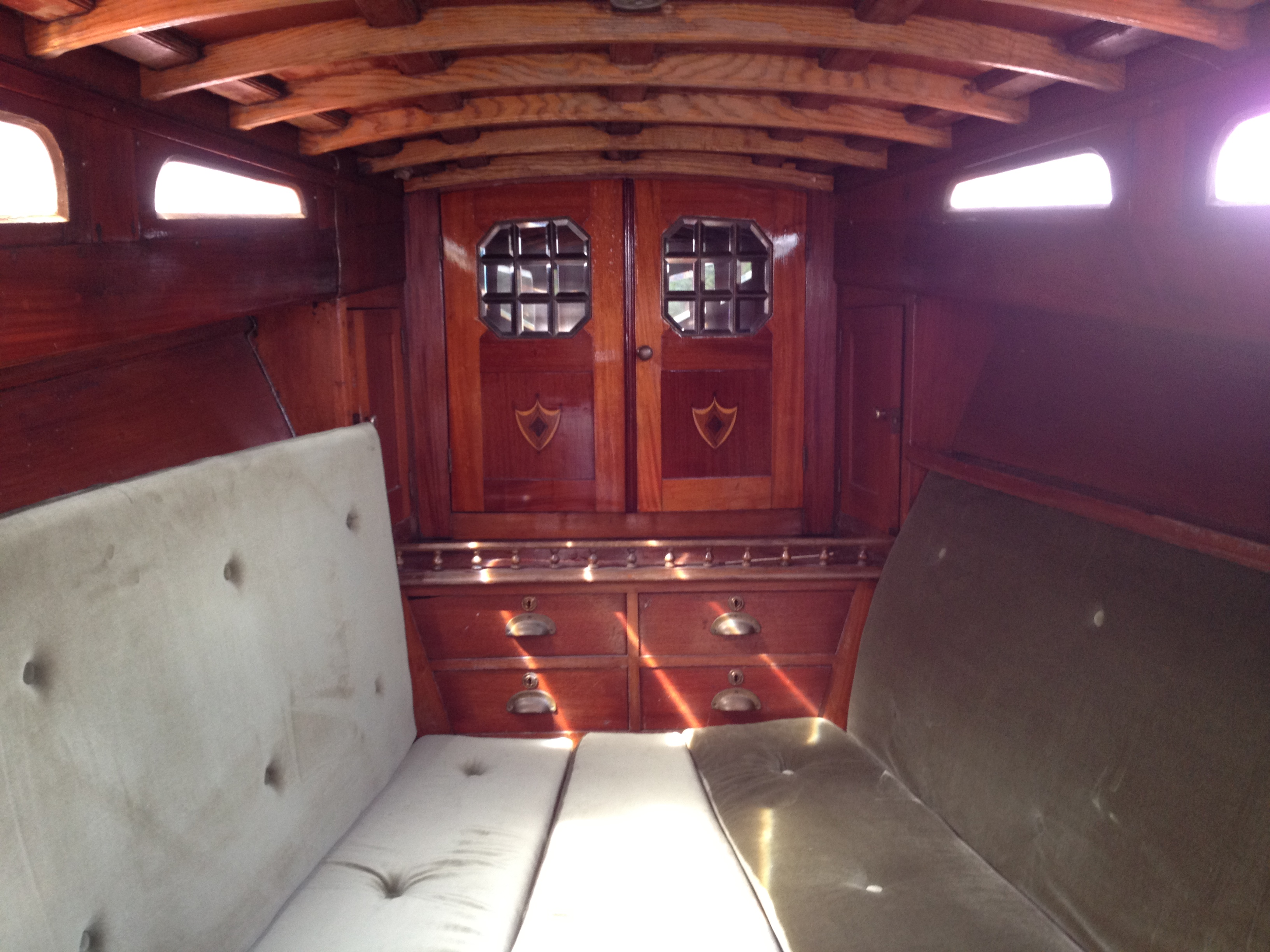
Eolas ruff, med intarsiadekorerat skåp enligt C G Petterssons ritningar.

M/Y Eola är en svensk motoryacht från 1910, som ritades av Carl Gustaf Pettersson och tillverkades av Gustafsson & Anderssons Varvs & Mekaniska verkstad AB, på Kungsholmen i Stockholm.
M/Y Eola byggdes på beställning av skådespelaren Klas Ludvig Hacksell (1866–1940), vilket framgår bland annat av C.G. Petterssons handskrivna anteckning på originalritningen : "Denna ritning tillhör Herr Ludvig Hacksell och får ej kopieras eller öfverlåtas". På ritningen finns också en handskriven anteckning "Direktör Harald Thelander, Stockholm".
Också detaljer såsom ruffens fasettslipade glasrutor och skåpet med fasettslipat glas och intarsiadekor ingår i C.G. Petterssons konstruktionsritning. Ursprungsritningens toalett har senare ersatts med en garderob.